# Rafał Pawnuk
Rafał Pawnuk (ur. 4 września 1984 w Szczecinie) – polski śpiewak operowy (bas)

## Życiorys
Ukończył studia w Akademii Muzycznej im. Feliksa Nowowiejskiego w Bydgoszczy pod kierunkiem Prof. Leszka Skrli oraz w Akademii Muzycznej im. Krzysztofa Pendereckiego w Krakowie pod kierunkiem Marka Rzepki.
Laureat oraz finalista wielu konkursów międzynarodowych, m.in. I nagroda na XIII Międzynarodowym Konkursie Iuventus Canti na Słowacji, II nagroda na VI Międzynarodowym Konkursie Wokalnym im. Jana Kiepury.
Rafał Pawnuk należał do Opera Studio w Monachium w którym wykonał obszerny repertuar, m.in. Thierry w “Dialogach Karmelitanek”, Brabantischer Edler w “Lohengrinie” oraz Dr. Wilhelm Reischmann w “Elegia dla młodych kochanków”.
W 2013 dołączył do The European Opera Center i wykonał wraz z Royal Liverpool Philharmonic Orchestra rolę Cesare Angelottiego w Tosce Pucciniego, u boku Sir Bryna Terfela i Vasilego Petrenko. Następnie wziął udział w Festiwalu Anima Mundi w Pizie gdzie wykonał partię solową z Mszy Koronacyjnej W.A. Mozarta wraz z NDR Radiophilharmonie Hannover. Koncert ten poprowadził Christopher Hogwood.
W 2014 debiutował w Teatrze Wielkim - Operze Narodowej w Warszawie jako Solanio w polskiej premierze Kupca Weneckiego napisanej przez Andrzeja Czajkowskiego.
Rafał Pawnuk kształcił się pod okiem Brigitte Fassbaender, Edith Wiens, Prof. Rudolf Piernay, Margreet Honig, Rosemarie Landry, Prof. Evy Blahovej, Prof. Ryszarda Karczykowskiego oraz pracował z dyrygentami takimi jak: Marco Armiliato, Massimo Zanetti, Lothar Koenigs, Paolo Carignani, Zubin Metha i Kent Nagano.
DVD ze spektaklu Moc przeznaczenia Verdiego (Monachium) z jego udziałem nominowano do nagrody Gramophone Classical Music Awards 2017 w kategorii opera. Występował na wielu festiwalach w Polsce i za granicą.
W 2019 Pawnuk otrzymał Teatralną Nagrodę Muzyczną im. Jana Kiepury w kategorii Najlepszy debiut roku, za rolę Guglielmo w Così fan tutte (Spektakl Opery na Zamku).